# Брокштедт
Брокштедт (нем. Brokstedt) — община в Германии, в земле Шлезвиг-Гольштейн. 
Входит в состав района Штайнбург. Подчиняется управлению Келлингхузен-Ланд.  Население составляет 2138 человек (на 31 декабря 2010 года). Занимает площадь 12,62 км².
Коммуна подразделяется на 2 сельских округа.